# Frumário
Frumário foi um chefe militar suevo que destronou Remismundo em 459 e se intitulou rei no sul do reino suevo, enquanto Requimundo fazia o mesmo no norte. Morreu em 463.